# Andreu Jaume Enseñat
Andreu Jaume Enseñat (Palma, 1977) filòleg, editor i crític literari mallorquí.
Va estudiar Filologia Romànica a la Universitat de Barcelona. Editor de Random House Mondadori i professor de Literatura, ha impartit també un màster de traducció i interpretació a la Universitat Pompeu Fabra. Ha editat i prologat els assaigs de Cyril Connolly, Obra selecta (Lumen, 2005); L'argument de l'obra, la correspondència de Jaime Gil de Biedma (Lumen, 2010); i L'aventura sense fi, els assajos de T. S. Eliot. També ha editat l'obra assagística d'autors com Henry James i W. H. Auden i és responsable de l'edició en cinc volums (Debolsillo, 2013 i Penguin Clàssics 2016) de l'obra completa de Shakespeare, del qual ha traduït i editat El rei Lear (Penguin Clàssics, 2016).
En 2020, va ser editor del llibre Viaje al sur, de Juan Marsé (Lumen, 2020), llibre escrit en 1962 i perdut en l'editorial Ruedo Ibérico en Amsterdam.

## Obres
- El somni d'Alexandre Jaume. Barcelona: Fundació Rafael Campalans, 2003. ISBN 84-607-7503-8.